# Shabby chic

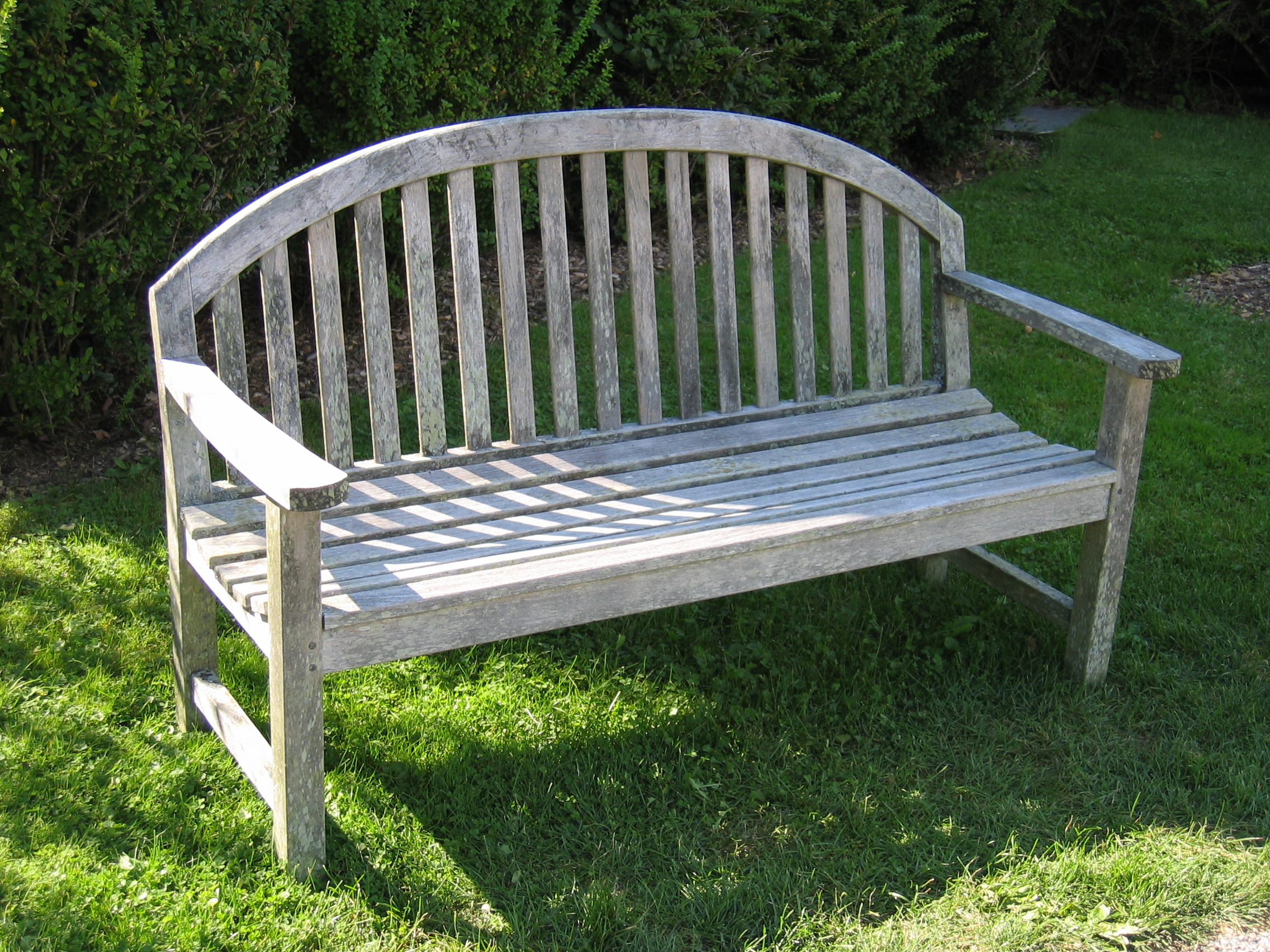
Trämöbler med avskavd vit målarfärg är typiska för shabby chic-stilen.

Shabby chic är en tillbakablickande, romantiserande lantlig inredningsstil som växte fram under 1980-talet. Den var ursprungligen baserad på slitna eller patinerade möbler men i senare former har även vitt och i viss mån pastellfärger blivit påtagliga inslag.
Stilen shabby chic utvecklades i Storbritannien och var ursprungligen baserad på uppfattningen att större hus på landet var inredda med patinerande men exklusiva möbler. Senare har stilen anammats av flera och då har alla typer av äldre möbler inkluderats, exempelvis loppisfynd. Det finns även shabby chic-inspirerad klädstil med exempelvis klänningar i retrodesign och volangförkläden.
Ett utmärkande för shabby chic är användningen av färgen vitt i olika nyanser på allt från väggar, golv och tak till möbler och småsaker som emaljkannor. I stilen ingår äldre möbler som målats i vitt och sedan behandlats för att se mycket slitna ut. Ofta målar man möblerna i en mörk grundfärg, övermålar med vit och sandpapprar ner ett slitage. De kan även ersättas med nytillverkade möbler som patineras på liknande sätt, då det inte är åldern i sig utan utseendet som är viktigt. Andra inslag är hinkar och baljor i zink, fågelburar, fruktlådor med tryck och äldre husgeråd. Föremål av järn får gärna vara rostiga, absolut inte blanka eller polerade. Textilt favoriseras vita och naturgrå textilier, spets, bomull, linne och säckväv. Katolska religiösa symboler och föremål förekommer ofta, exempelvis ikoner, såsom madonnabilder, kors och äldre biblar. Gränserna mellan inomhus och utomhus är ofta flytande och shabby chic-inredda rum kan även innehålla föremål som vanligtvis återfinns i trädgården.